# Talmon Marco
Talmon Marco é um empreendedor e empresário israelense-americano, mais conhecido como o CEO e fundador da Viber - um multi-plataforma de mensagens instantâneas para smartphones com mais de 200 milhões de usuários.
Nascido em Israel, ele completou uma licenciatura em Ciência e Gestão da Computação pela Universidade de Tel Aviv, depois de se mudar para os Estados Unidos, onde ele passou a maior parte de sua vida adulta.
Em 1997, ele co-fundou Expand Networks. Marco serviu como o presidente da Expand Networks até 2004. em 1998, foi co-fundador do iMesh, onde foi o presidente até 2010. Em 2010, ele co-fundou Viber.